# Bomberman Land (jeu vidéo, 2000)
Pour les articles homonymes, voir Bomberman Land.
 (septembre 2019).
Si vous disposez d'ouvrages ou d'articles de référence ou si vous connaissez des sites web de qualité traitant du thème abordé ici, merci de compléter l'article en donnant les références utiles à sa vérifiabilité et en les liant à la section « Notes et références ».
Bomberman Land est un jeu vidéo de type party game sorti sur PlayStation en 2000 au Japon uniquement. Il s'agit du premier jeu de la série des Bomberman Land et il est sorti pour commémorer les 15 ans de la série Bomberman.
Le jeu est également disponible en téléchargement sur le PlayStation Store du Japon depuis 2008.